# Rastuša
Rastuša (szerbül: Растуша), település Bosznia-Hercegovinában, a Szerb Köztársaságban, Teslić községben. 

## Fekvése
A település Bosznia-Hercegovina középső részének északi szélén, Dobojtól légvonalban 24, közúton 41 km-re nyugatra, községközpontjától légvonalban 12, közúton 20 km-re északnyugatra,  a Mala Ukrina-folyó völgyében és a tőle keletre fekvő dombvidéken, 280-430 méteres tengerszint feletti magasságban található.

## Népessége
| Nemzetiségi csoport | Népesség 1991 | Népesség 2013 |
| ------------------- | ------------- | ------------- |
| Szerb               | 1244          | 639           |
| Bosnyák             | 1             | 0             |
| Horvát              | 6             | 0             |
| Jugoszláv           | 10            | 0             |
| Egyéb               | 5             | 5             |
| Összesen            | 1266          | 644           |

## Története
A Rastuša-barlang régészeti feltárása során előkerült őskori leletek tanúsága szerint ezt a helyet már a neandervölgyi ősember is ismerte. A nagyszámú állati csont mellett megtalálták az ősember kőeszközeit, valamint az általa használt tűzhely maradványait is. A barlang későbbi használatából ad bizonyságot a bejárat közelében előkerült vaskohó, valamint a kelta eredetű cseréptöredékek. A település további középkori előzményéről beszél a Mala Ukrina völgye felett feltárt késő középkori temető maradványa. Az itt található 13 stećak a kereszténység bogumil irányzatának jellegzetes sírkövei, melyek a 14.-15. századra jellemzőek Bosznia területén.
A szerbek lakta település 1878-ig tartozott az Oszmán Birodalomhoz, ekkor a berlini kongresszus határozata alapján az Osztrák-Magyar Monarchia része lett. 1879-ben az első osztrák-magyar népszámlálás során a Tešanji járáshoz és Stanari községhez tartozó településnek 33 háztartása és 315 ortodox lakosa volt. 1910-ben a Tešanji járáshoz tartozó településen 63 háztartást, 508 ortodox és 1 római katolikus lakost találtak. A monarchia szétesésével 1918-ban előbb a Szerb-Horvát-Szlovén Királyság, majd 1929-től a Jugoszláv Királyság része lett. 1921-ben a Tešanji járáshoz tartozó községnek 705 lakosa volt, közülük 637 ortodox szerb, 38 római katolikus, 20 muszlim és 10 görög katolikus volt. Az 1929-es törvény értelmében, amikor Bosznia-Hercegovinát négy banovinára, Drinskára, Vrbaskára, Zetskára és Primorskára osztották, a település a Vrbaska banovina része lett, amelynek székhelye Banja Luka volt. 
Jugoszlávia megszállása után a Független Horvát Állam (NDH) része lett. A második világháború után 1992-ig a település a szocialista Jugoszlávia keretében a Bosznia-Hercegovinai Népköztársaság része volt. A boszniai háborút lezáró daytoni békeszerződés rendelkezése alapján az ország területét felosztották a Bosznia-hercegovinai Föderáció és a boszniai Szerb Köztársaság között. A háború utáni területmegosztáskor a Szerb Köztársaság területéhez és Teslić községhez csatolták. 

## Nevezetességei
- A Rastušai-barlang a Hrnjin-hegy lejtőin, a falu szélső házaitól mintegy száz méterre található, 370 méter tengerszint feletti magasságban fekszik. A barlang egy tágas fő- és több mellékjáratból áll, összesen 440 méter hosszúsággal, valamint termek sorozatával, amelyek közül néhány gazdagon díszített cseppkövekkel. A folyosók több pontján a falak nagy részét ún. „leopárdbőr” vagy „hieroglifa” borítja, ami ritka előfordulás a barlangokban. Európában csak három ilyen barlang található (egy Vicenza közelében található barlang Olaszországban és egy Párizstól nem messze lévő barlang). A kutatásnak választ kell adnia arra, hogy mely ásványok hozták létre a barlang belső terét, ami igazi ritkaságszámba megy.[4] A barlang fontos paleontológiai és régészeti lelőhely is. A régészeti feltárások során barlangi medve (Ursus Spelaus) csontjait és fogait, valamint pleisztocén kori farkas (Canis Lupus) állkapcsának egy részét találták meg, valamint kőeszközök és faszén maradványait, amelyek a barlang ősi lakóitól, a paleolit vadászoktól származnak. A bejárat területén végzett későbbi ásatások kelta kerámiákat és egy őskori vaskohó nyomait is megtalálták.[4]

- A Boldogságos Szűzanya Szent Lepele tiszteletére szentelt ortodox temploma. Az egyhajós, 20 x 13,5 méteres templom építése 1998. március 10-én kezdődött. Az alapokat 1998. október 13-án szentelte fel Vasilije Kačavenda, Zvornik-Tuzla püspöke. A templomot 2010. október 14-én szentelte fel az illetékes püspök.[9] Építőanyagként apró téglákat és vasbetont használtak. A templom rézlemezzel borított, harangtoronnyal, központi kupolával és három haranggal rendelkezik. A tölgyfafaragású ikonosztázt az ukrinicai Vitomir Marković készítette. Az ikonosztáz ikonjait a belgrádi Petar Bilić, a templomot pedig a kragujevaci Darko Živković festette.[9]

- Karaula – késő középkori temető maradványai. A Mala Ukrina völgye feletti magaslaton, egy kisebb dombtetőn 13 darab stećak sírkő található. A sírok feltárása során két csontvázat találtak ezüst fülbevaló mellékletekkel, melyeknek azóta nyoma veszett.[5]